# Belisana yap
Belisana yap is een spinnensoort uit de familie trilspinnen (Pholcidae). De soort komt voor in de Carolinen.